# Sandor Müller Smich
Dans le nom hongrois Müller Sándor, le nom de famille précède le prénom, mais cet article utilise l’ordre habituel en français Sándor Müller, où le prénom précède le nom.
Sándor Müller Smich, né à Budapest le 21 septembre 1948 et mort le 3 avril 2024, est un joueur et entraîneur de football hongrois.

## Biographie
Il débuta et fit ses classes dans les séries inférieures hongroises avec le club de III. Kerületi TVE. Repéré par le Vasas, il y joua 12 saisons.
En 1980, il fut autorisé à signer un transfert à l'étranger et rejoignit le R. Antwerp FC en Division 1 belge. Après une saison en Belgique, il passa à Hércules Alicante en Espagne.
Après être retourné une saison au Vasas Budapest, il termina sa carrière en Autriche, au Leopoldstadt FC.
Lors de la saison 1989-1990, il entraîna le Vasas SC.
Sándor Müller porta 17 fois le maillot de la sélection hongroise pour laquelle il marqua un but et avec laquelle il participa à la Coupe du monde 1982. Il honora sa dernière sélection contre la Belgique lors du tournoi mondial 1982.

## Palmarès
- Champion de Hongrie : 1 (1977).
- Coupe de Hongrie : 1 (1973)
- Mitropa Cup : 1 (1970)

## Sélections
| Ordre | Dates      | Lieux          | Matches               | Scores | Nature              | Remarques                               |
| ----- | ---------- | -------------- | --------------------- | ------ | ------------------- | --------------------------------------- |
| 1     | 07/10/1970 | Olso           | Norvège - Hongrie     | 1-3    | qualifs Euro 1972   |                                         |
| 2     | 29/05/1974 | Székesfehérvár | Hongrie - Yougoslavie | 3-2    | Amical              |                                         |
| 3     | 07/05/1975 | Budapest       | Hongrie - Bulgarie    | 2-0    | qualifs JO 1976     |                                         |
| 4     | 07/06/1975 | Sofia          | Bulgarie - Hongrie    | 4-0    | qualifs JO 1976     | Monté au jeu à la 55e                   |
| 5     | 26/03/1980 | Budapest       | Hongrie - Pologne     | 2-1    | Amical              | Remplacé à la 66e                       |
| 6     | 15/04/1981 | Valence        | Espagne - Hongrie     | 3-0    | Amical              |                                         |
| 7     | 28/04/1981 | Lucerne        | Suisse - Hongrie      | 2-2    | qualifs CdM 1982    | But sur pen. à la 64e Remplacé à la 81e |
| 8     | 13/05/1981 | Budapest       | Hongrie - Roumanie    | 1-0    | qualifs CdM 1982    | Remplacé à la 78e                       |
| 9     | 20/05/1981 | Oslo           | Norvège - Hongrie     | 1-2    | qualifs CdM 1982    |                                         |
| 10    | 06/06/1981 | Budapest       | Hongrie - Angleterre  | 1-3    | qualifs CdM 1982    | Remplacé à la 55e                       |
| 11    | 23/09/1981 | Bucarest       | Roumanie - Hongrie    | 0-0    | qualifs CdM 1982    | Monté au jeu à la 51e                   |
| 12    | 14/10/1981 | Budapest       | Hongrie - Suisse      | 3-0    | qualifs CdM 1982    |                                         |
| 13    | 31/10/1981 | Budapest       | Hongrie - Norvège     | 4-1    | qualifs CdM 1982    | Remplacé à la 69e                       |
| 14    | 18/11/1981 | Londres        | Angleterre - Hongrie  | 1-0    | qualifs CdM 1982    |                                         |
| 15    | 24/03/1982 | Budapest       | Hongrie - Autriche    | 2-3    | Amical              | Remplacé à la 57e                       |
| 16    | 15/06/1982 | Elche          | Hongrie - Salvador    | 10-1   | Coupe du monde 1982 | Remplacé à la 69e                       |
| 17    | 22/06/1982 | Elche          | Hongrie - Belgique    | 1-1    | Coupe du monde 1982 | Remplacé à la 58e                       |